# Нойндорф (Анхальт)
Нойндорф (нем. Neundorf) — посёлок в Германии, в земле Саксония-Анхальт, входит в район Зальцланд в составе городского округа Штасфурт.
На 2025 год население составляет 2,3 тыс. человек. Занимает площадь 14,93 км².

## История
Первое упоминание о поселение встречается в похоронных записях Маркграфа Геро I 965 года.
1 января 2009 года, после проведённых реформ, Нойндорф вошёл в состав городского округа Штасфурт в качестве района.

## Известные уроженцы
- Эрнст Грубе — немецкий политик, депутат рейхстага, участник Сопротивления.

## Галерея

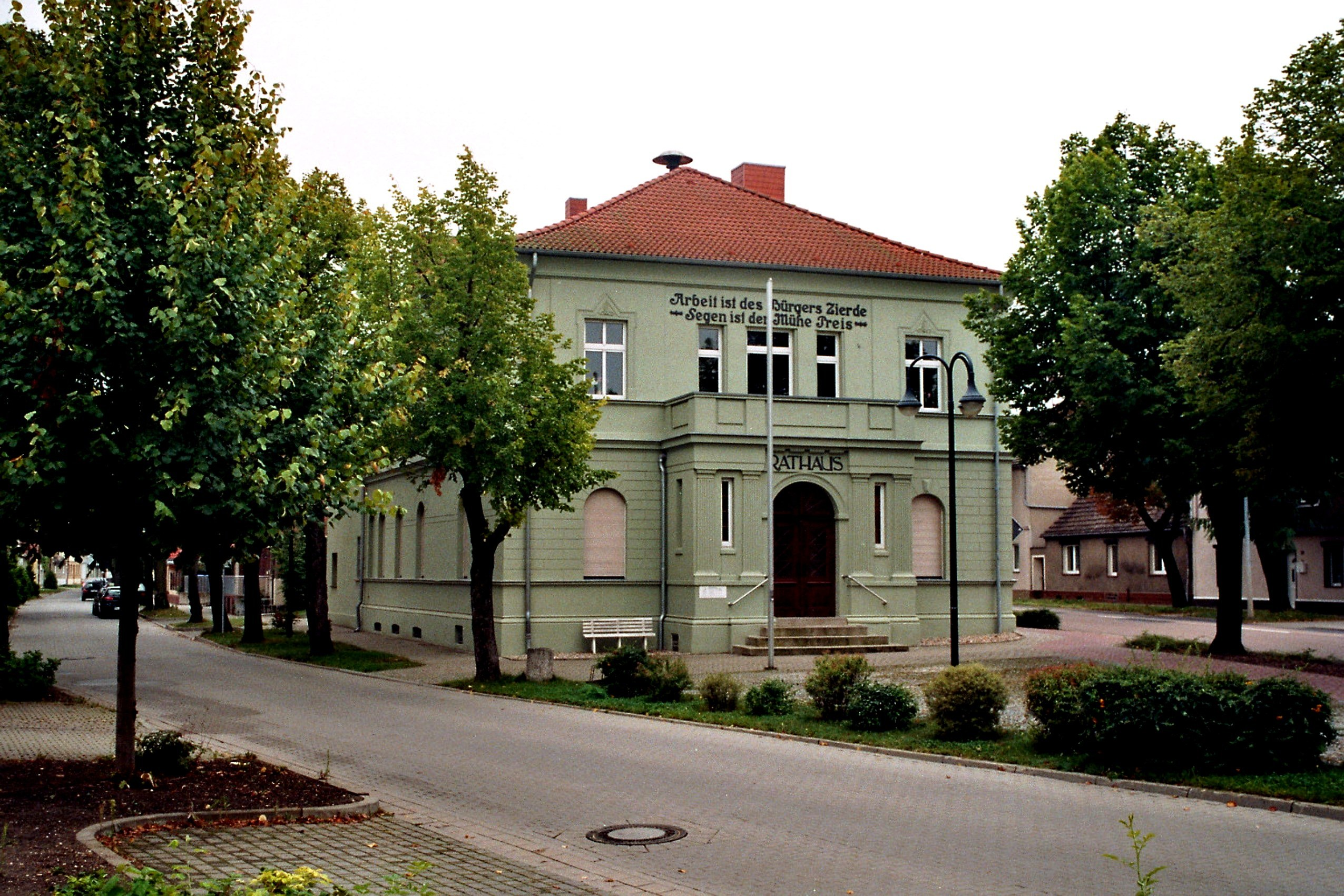
Здание мэрии
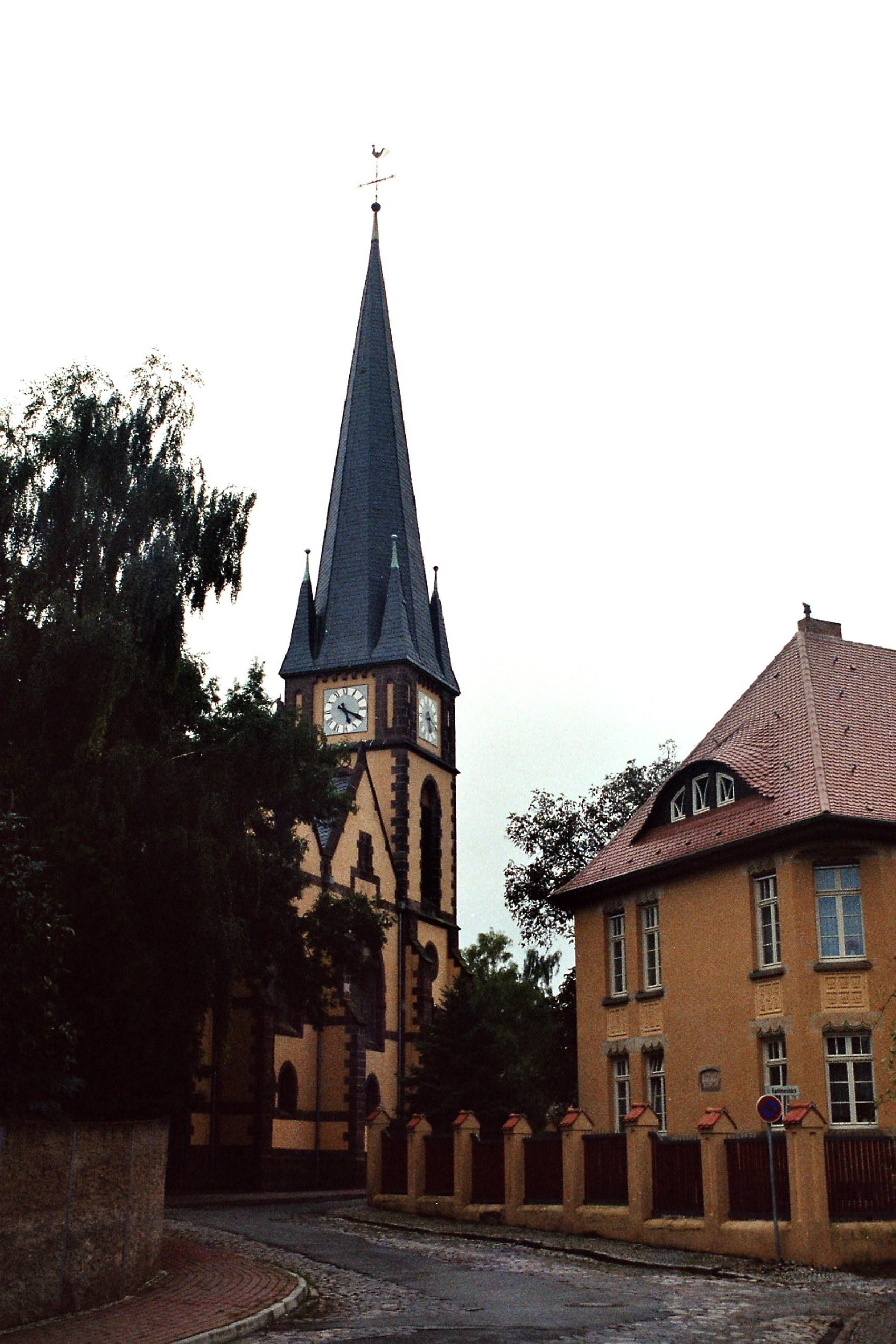
Церковь в Нойндорфе